# Bawschar
Bawschar (arabisch بوشر, DMG Baušar) ist eines der Wilayats des Gouvernements Maskat im Nordosten des Oman.

## Geografie
Der Distrikt grenzt im Osten an das Wilayat Matrah und im Westen das Wilayat Sib mit dem Flughafen Maskat. Im Norden bildet der Golf von Oman mit einem langen Sandstrand auf rund 13 Kilometern die Grenze. Von dort zieht sich das Gebiet südwestlich rund 20 Kilometer ins Landesinnere, wo sich das Hadschar-Gebirge erhebt.
In Bawschar finden sich mehrere archäologische Stätten.

## Bevölkerung und Gliederung
Die Bevölkerung lag 2003 bei über 150.000 Einwohnern. Laut der Volkszählung von 2010 betrug die Bevölkerung des Wilayats Bawschar 192.235 Einwohner, welche in 43 Dörfern und Städten lebten. Die bedeutendsten von diesen sind Al Khuwair, die Stadt Sultan Qaboos City, Al Ghubra, Al Adheeba, Ghala, Al Sarooj, Bowsher Al Qadima, Al Ansab Sanab, Al Hamam, Al Awabi und Al Misfah.

## Gesellschaft, Wirtschaft und Verkehr

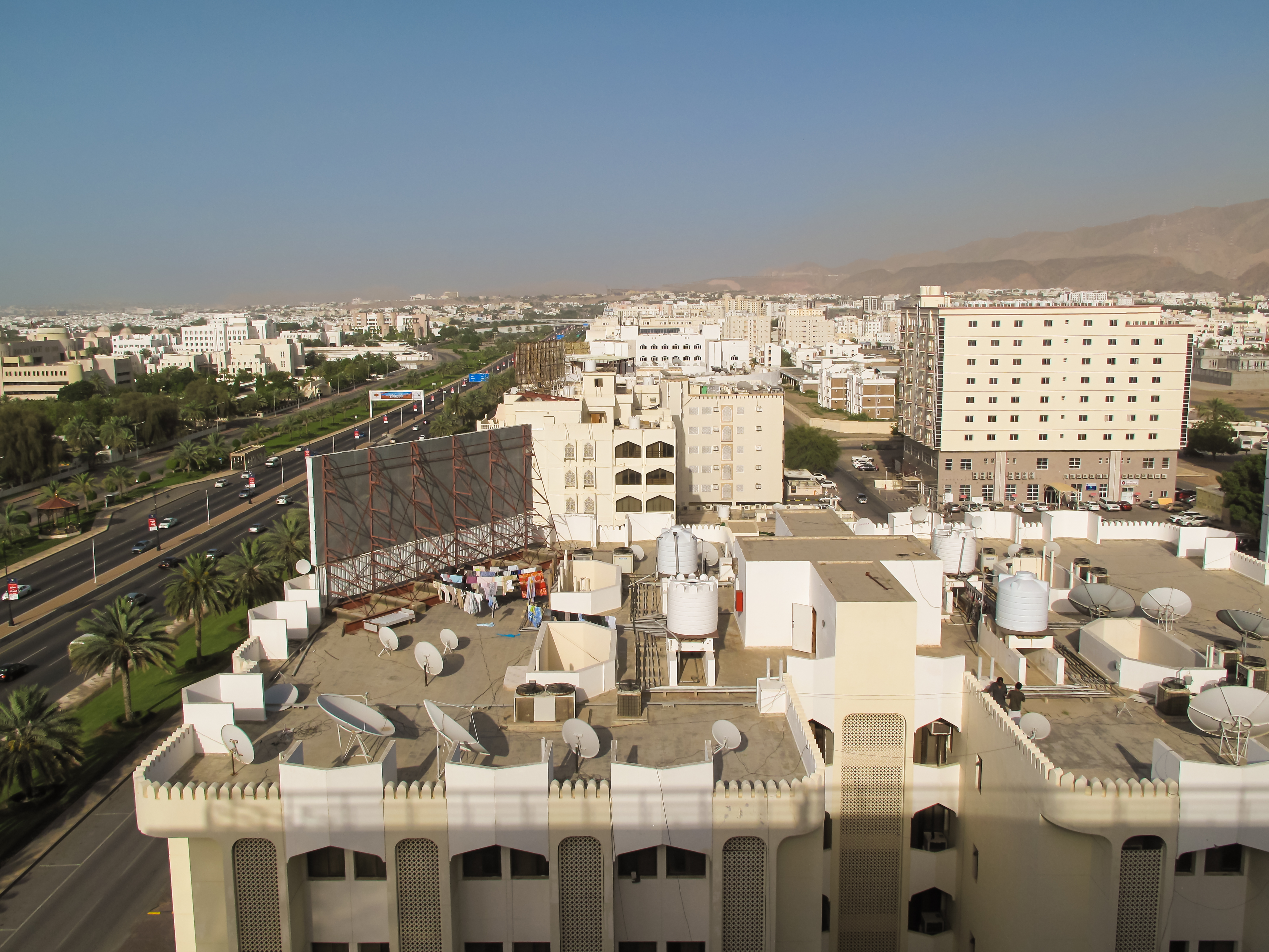
Al Khuwair mit Sultan Qaboos Street

Bawschar im Herzen der Muscat Capital Area entwickelte sich in den letzten Jahrzehnten rasant. Hier finden sich zahlreiche Geschäfte, Büros und Hotels oder bedeutende Einrichtungen wie das Sultan-Qabus-Sportzentrum, die Royal Opera House Muscat oder die Große Sultan-Qabus-Moschee.
Im September 2021 wurde die Mall von Oman eröffnet, derzeit das größte Einkaufszentrum in Oman, größer als die Avenues Mall bei Al Ghubra.
Die Sultan Qaboos Street und der Muscat-Expressway, bedeutende Verkehrsachsen in der Capital Area, queren Bawschar parallel zur Küste.

## Persönlichkeiten
- Jameel al-Yahmadi (* 1996), Fußballspieler